# Atimaea
Atimaea là một chi bướm đêm thuộc họ Noctuidae.